# The Savage Rose
The Savage Rose er en dansk rockgruppe dannet i 1967 af brødrene Thomas Koppel (piano, cembalo, vokal) og Anders Koppel (orgel, harmonika, fløjte, vokal), samt jazztrommeslageren Alex Riel (trommer, percussion). Gruppen blev kort efter udvidet med pop- og dansemusikerne Jens Rugsted (bas), Flemming Ostermann (guitar) og Annisette Hansen (vokal). Desuden medvirkede Ilse Maria Koppel (cembalo), som var Thomas Koppels daværende kone. Bandet havde nogle turbulente første år med mange udskiftninger blandt bandets medlemmer. Allerede efter udgivelsen af bandets selvbetitlede debutalbum blev Flemming Ostermann erstattet af Nils Tuxen, og i 1969 var der atter opbrud i gruppen, da Ilse Maria Koppel trak sig, blot to år før Tuxen gjorde det samme i 1971. Herefter foretog bandet et radikalt stilskift fra det rockede til det mere soul- og gospel-prægede, samtidig med at bandet reduceredes til en trio bestående af Koppel-brødrene og Annisette. Siden Thomas Koppels pludselige død d. 25 februar 2006 fortsatte bandet med skiftende besætninger centreret om Annisette som frontfigur. Thomas og Annisette Koppel (tidligere Hansen) dannede par både musikalsk og privat. Sammen fik de døtrene Billie Koppel og Naja Rose Koppel, som begge har sunget kor på en række af bandets udgivelser og live koncerter.

## Historie
Savage Rose debuterede på Plænen i Tivoli i 1968. Bandet turnerede efterfølgende i Skandinavien og over store dele af Europa og spillede i 1969 ved Newport Jazz Festival i Rhode Island, USA. Tiden efter debuten lignede umiddelbart starten til en stor international karriere. Sidst i 60’erne spillede ægteparret Thomas og Annisette en hel del i Los Angeles, hvor de senere bosatte sig, men idealerne var høje og de fik problemer med den amerikanske musikbranche, navnlig grundet bandets kompromisløshed hvad angik kunstnerisk udtryk såvel som politiske idealer. Særligt efter at deres pladeselskab ville have dem til at spille for de amerikanske tropper i Vietnam, brød orkestret med den kommercielle musikbranche. I stedet indledtes en karriere i Danmark, baseret på socialistiske og kommunistiske idealer og medlemskab af Danmarks Kommunistiske Parti/Marxister-Leninister (DKP/ML). Sammen har Thomas og Annisette deltaget i en lang række velgørenhedskoncerter og politiske arrangementer, som da de i 1980 rejste til det krigshærgede Libanon, hvor de spillede i de palæstinensiske flygtningelejre Sabra og Chatila, samt i partisanbaser i bjergene. I 1982 (og igen i 1987) spillede gruppen i Albanien. I begyndelsen af 1980'erne engagerede Savage Rose sig i de danske havnearbejderes strejke og indspillede bl.a. sangen om Lindøværftet. I 1989 indspillede Savage Rose sangen til DBU's jubilæum.
Fra starten af 1990'erne begyndte gruppen igen at spille elektrisk – de lavede både koncerter og plader med en lang række danske og udenlandske musikere i skiftende sammensætninger.
Den 11. september 1999 blev Anisette og Thomas Koppel borgerligt viet.
Ved begyndelsen af krigen i Irak var The Savage Rose igen at finde i den offentlige debat. Bl.a. spillede de ved demonstration ved retssagen mod de to personer, der kastede maling på Statsminister Anders Fogh Rasmussen og Udenrigsminister Per Stig Møller. Desuden spillede de ved Stop-Bush demonstrationen i sommeren 2005. Samme år gennemførtes den sidste danmarksturné hvor Thomas Koppel deltog.
I december 2005 indspillede Thomas Koppel sit første klassiske album Improvisationer for Klaver, der røg ind på hitlisternes førstepladser.
Den 8. februar offentliggjorde han et åbent brev til Danmark under navnet "Danmark – en historie om længsel". Heri krævedes bl.a. regeringens afgang, tilbagetrækning af soldaterne i Irak og Afghanistan, samt stop for terrorlovene. Principperne i brevet kom ligeledes til at være de grundlæggende principper i den nye folkebevægelse Budskab fra Græsrødderne, der også blev grundlagt af Thomas Koppel. Bandets debutalbum, The Savage Rose, blev i 2006 udvalgt som en del af kulturkanonen.
Han døde pludseligt 25. februar 2006, og bandets fremtid var medio 2006 fortsat usikker. Annisette meldte dog tidligt ud, at efterårsturneen i Danmark ville blive gennemført, og den 25. oktober 2006 indledte bandet sin efterårsturné i Grenå for fulde huse.
The Savage Roses besætning på turneen i 2006 var Annisette sang, Palle Hjorth på tangenter, Peer Frost på guitar, Moussa Diallo på bas, Klaus Menzer på trommer, Raul Rekow på slagtøj, kor: Naja Koppel og Aisha Thorsen.
Den 9. april 2010 indledte The Savage Rose sin forårsturné 2010 i Køge med følgende besætning: Annisette sang, Palle Hjorth (klaver, hammond-orgel og harmonika), Anders Christensen (kontrabas & elbas), Anders Holm (trommer), Rune Kjeldsen(guitar) samt Naja Koppel og Amina Carsce Nissen (kor).
I 2017 markerede bandet sit 50 års jubilæum med en længerevarende turne, blandt andet med en optræden på Roskilde Festivalen den 28. juni.  På denne turne bestod besætningen af Annisette sang, Palle Hjorth (klaver, hammond-orgel og harmonika), Jacob Haubjerg (guitar & elbas), Frank Hasselstrøm (horn & keys) Anders Holm (trommer), Rune Kjeldsen(guitar) samt Naja Koppel og Amina Carsce Nissen (kor).
Et af bandets seneste højdepunkterne var bandets optræden på Orange scene på Roskilde Festivalen i 2017.

## Musikstil
Bandets medlemmer kom fra vidt forskellige musikalske baggrunde; Koppel-brødrene var begge klassisk uddannede, Anders som klarinettist og Thomas som pianist og komponist, Axel Riel var anerkendt jazztrommeslager, og Annisette, Jens Rungsted og Flemming Ostermann kom fra populærmusikkens verden som tidligere medlemmer i pop-rockgruppen Dandy Swingers. Musikalsk trak de på inspiration fra alles respektive musikalske baggrunde blandet med europæisk og amerikansk folkemusik, blues og gospel samt moderne rockartister som Jimi Hendrix, The Beatles og Rolling Stones Resultatet blev et sammensat musikalsk udtryk, der, ifølge Thomas Koppel selv, var et mix af alt det, der skete i verden.
The Savage Rose har endvidere skrevet musik til en række teaterprojekter, heriblandt balletten Dødens Triumf fra 1972.

## Diskografi
- 1968 – The Savage Rose
- 1968 – In the Plain
- 1969 – Travellin'
- 1971 – Your Daily Gift
- 1971 – Refugee
- 1972 – Dødens Triumf
- 1972 – Babylon
- 1973 – Wild Child
- 1978 – Solen var også din
- 1982 – En vugge af stål
- 1984 – Vi kæmper for at sejre
- 1986 – Kejserens nye klæder
- 1988 – Sangen For Livet
- 1989 – Ild og frihed
- 1990 – Gadens dronning
- 1991 – Det største af alt er kærlighed
- 1992 – Månebarn
- 1995 – Black Angel
- 1998 – Tameless
- 2001 – For Your Love
- 2002 – The Anthology
- 2004 – Are You Ready
- 2007 – Universal Daughter[9]
- 2012 – Love and Freedom
- 2014 – Roots of the Wasteland[10]
- 2017 – Homeless

## Priser (udvalg)
- 1996 – Årets Danske Rock Udgivelse for albummet Black Angel
- 2007 – Årets Steppeulv: Pionerprisen
- 2020 – DMA 2020: Æresprisen

## Ekstern henvisninger
- Hjemmeside Arkiveret 22. september 2012 hos  Wayback Machine
- Facebookkonto: thesavageroseofficial

- The Savage Rose på Allmusic
- The Savage Rose på Discogs
- The Savage Rose på MusicBrainz